# Alin Stoica
Alin Tudor Adi Stoica (ur. 10 grudnia 1979 w Bukareszcie) – rumuński piłkarz występujący na pozycji pomocnika. Syn innego piłkarza, Tudorela Stoicy.

## Kariera klubowa
Stoica rozpoczynał karierę w 1995 roku w barwach Steauy Bukareszt, z którą w debiutanckim sezonie 1995/1996 zdobył mistrzostwo oraz Puchar Rumunii. W 1996 roku przeszedł do belgijskiego Anderlechtu. W Division 1 zadebiutował 2 kwietnia 1997 w wygranym 2:1 meczu ze Standardem Liège, zaś 4 października 1997 w wygranym 5:0 spotkaniu z KSC Lokeren strzelił swoje dwa pierwsze gole w tych rozgrywkach. W sezonach 1999/2000 oraz 2000/2001 wywalczył z Anderlechtem mistrzostwo Belgii.
W 2002 roku odszedł do także pierwszoligowego Club Brugge. W sezonie 2002/2003 zdobył z nim mistrzostwo Belgii, a w następnym – Puchar Belgii. W styczniu 2005 przeszedł do włoskiej Sieny. W jej barwach nie rozegrał jednak żadnego spotkania w Serie A i w kwietniu 2005 odszedł do rumuńskiego Nationalu Bukareszt, grającego w pierwszej lidze. Po sezonie 2004/2005 został zawodnikiem ligowego rywala, Politehniki Timișoara. 18 marca 2006 w wygranym 2:0 pojedynku z FCM Bacău zdobył swoją jedyną bramkę w lidze rumuńskiej.
W 2006 roku wrócił do Belgii, gdzie grał w pierwszoligowych drużynach KAA Gent oraz Excelsior Mouscron. Następnie był graczem rumuńskiego FC Brașov, a także serbskiej Vojvodiny, z której odszedł wraz z końcem sezonu 2009/2010. Kolejny kontrakt podpisał w kwietniu 2013 z drużyną ACS Poli Timișoara, jednak nie zagrał tam w żadnym meczu. Potem reprezentował barwy czwartoligowego belgijskiego klubu Standaard Wetteren, a w styczniu 2015 wrócił do ligi rumuńskiej, zostając graczem Concordii Chiajna. Również w jej barwach nie rozegrał żadnego spotkania i po sezonie 2014/2015 zakończył karierę.

## Statystyki
| Rozgrywki             | Poziom | Kraj    | Mecze | Bramki |
| --------------------- | ------ | ------- | ----- | ------ |
| Division 1            | I      | Belgia  | 200   | 30     |
| Liga I                | I      | Rumunia | 11    | 1      |
| Super liga Srbije     | I      | Serbia  | 4     | 0      |
| Liga Mistrzów         | –      | –       | 24    | 4      |
| Liga Mistrzów (elim.) | –      | –       | 9     | 0      |
| Puchar UEFA           | –      | –       | 11    | 2      |
| Puchar UEFA (elim.)   | –      | –       | 10    | 3      |
| Puchar Intertoto UEFA | –      | –       | 3     | 0      |

## Kariera reprezentacyjna
W reprezentacji Rumunii Stoica zadebiutował 18 marca 1998 w przegranym 0:1 towarzyskim meczu z Izraelem. W latach 1998–2003 w drużynie narodowej rozegrał 12 spotkań.